# Randa (Dschibuti)
Randa (Afar: Sūrí Randá, „Bergrücken von Sûra“, arabisch راندا) ist eine Ortschaft in der Region Tadjoura in Dschibuti. Sie liegt auf rund 900 m Höhe im Goda-Massiv.